# Kjell Lauri
Kjell Harald Lauri, född 29 juni 1956 i Nederluleå församling, avliden 11 augusti 2023, var en svensk orienterare som tävlade för IK Hakarpspojkarna, Växjö OK och framför allt Almby IK. Lauri blev tillsammans med Rolf Pettersson, Lars Lönnkvist och Björn Rosendahl världsmästare i stafett 1979. Han har tagit totalt sju SM-guld samt ytterligare två VM-silver, ett VM-brons, ett NM-silver och två NM-brons